# 劉鳳學
劉鳳學（1925年6月19日—2023年5月17日），黑龍江龍江人，臺灣女性舞蹈學者，曾任國立臺灣師範大學教授，國立臺灣藝術專科學校（今國立臺灣藝術大學）舞蹈科教授兼科主任，國家兩廳院主任。
劉鳳學一生致力於舞蹈研究、教學與創作，是一位橫跨多重層面的全方位舞蹈家，不僅是臺灣第一位舞蹈博士，也是第一位重現古代唐樂舞的藝術家及第一位採集原住民舞蹈的學者。她曾經編寫《舞蹈概論》、《教育舞蹈：基本動作，基本姿勢，基本步法》等重要教材，並提出「國民中小學舞蹈實驗班」及「七年一貫制舞蹈教育體制」的建言，對於臺灣舞蹈人才養成有深遠的影響。
劉鳳學曾獲頒「國家文藝獎特別貢獻獎」、「第一屆舞蹈類國家文藝獎」、「藝術教育貢獻獎終身成就獎」及「總統二等景星勳章」等許多獎項，這些獎項肯定她在舞蹈領域的貢獻，她被譽為臺灣舞蹈界指標性的舞蹈家。

## 生平
劉鳳學小學就讀於黑龍江齊哈爾市昂昂溪區第一小學。初中及高中就读于黑龍江省立齊哈爾女子高等學校。大学就读于長春女子師大學音樂體育系、國立長白師範學院體育系，1949年畢業。1950年代開始接觸並採集台灣原住民舞蹈，1960年代在日本國立教育大學舞蹈學研究，同時也在日本宮內廳研究唐代樂舞，之後在德國福克旺藝術學院研究。1987年在英國拉邦舞蹈學院獲哲學博士學位，為臺灣首位舞蹈博士。作為一位學者，劉鳳學的研究主要涵蓋四大領域：一、創作；二、臺灣原住民舞蹈文化人類學之研究；三、儒家舞蹈研究及四、唐讌樂舞蹈文化研究。
1969年獲得中华民国教育部文藝創作獎第一屆舞蹈獎。2023年5月17日辭世，享耆壽98歲。

## 重要經歷
1. 國立長白師範學院助教
2. 臺灣省立臺中師範學校講師
3. 中國青年救國團組員兼台北市第二女子中學舞蹈教師
4. 國立臺灣師範大學講師、副教授、教授、榮譽教授
5. 國立臺灣藝術專科學校舞蹈科教授兼主任
6. 國家戲劇院、國家音樂廳主任
7. 新古典樂團藝術總監
8. 成立現代舞研究中心
9. 成立新古典舞團
10. 成立新古典表演藝基金會
11. 獲教育部國家文藝獎第一屆舞蹈獎
12. 獲美國國際舞蹈研究委員會傑出舞蹈學者獎
13. 獲民族藝術薪傳獎──舞蹈獎
14. 獲國家文藝獎──特別貢獻獎
15. 獲第一屆國家文化藝術基金會文藝獎──舞蹈獎
16. 獲美國舞蹈學術研究委員會傑出舞蹈研究獎
17. 獲教育部藝術教育貢獻獎──終身成就獎
18. 獲教育部體育署體育推手獎──終身成就獎
19. 獲總統府頒授二等景星勛章
20. 設立財團法人新古典表演藝術基金會紅樹林劇場

## 荣誉

### 中华民国勋章奖章
- 二等景星勋章（2016年5月4日于台北总统府颁授[7]）

### 褒揚令
新古典舞團創辦人劉鳳學，明悟軒秀，柔毅絜矩。少歲卒業長白師範學院，嗣赴日、韓、德、英從師潛習，獲倫敦大學英國國家哲學博士學位；鑽灼儒家唐讌樂舞，析論故典舞譜符號，困知勉行，苦心孤詣。於執鞭國立臺灣師範大學及臺灣藝術大學期間，倡提七年一貫制建言，扎根基礎舞蹈培育；採擷原民歌舞祭儀，纂集多元適性教材，諄諄善誘，陶鑄群英。繼成立現代舞蹈研究中心、新古典舞團、新古典表演藝術基金會、唐樂舞，埋首博覽史冊載籍，尋求解譯古譜雅樂；探索人文哲學內涵，融匯傳統新創意象；構築推廣研修平臺，增益國際磋磨交流，靈機妙發，豐贍精微；出奇劃策，容故納新。尤以《十面埋伏》、《布蘭詩歌》、《曹丕與甄宓》、《雲豹之鄉》等佳品稱頌，復因《舞蹈概論》、《大漠孤煙直》、《舞蹈辭典》等撰述享譽。曾獲頒教育部藝術教育貢獻獎終身成就獎、行政院文化獎暨二等景星勳章等殊榮。綜其生平，盡瘁臺灣舞劇藝術薪傳，標揚國家文化美學遺緒，超邁絕倫，霽範興詠。遽聞上壽歸真，悼惜良殷，應予明令褒揚，用示政府軫念芳賢之至意。總　　　統　蔡英文　　　　

行政院院長　陳建仁　　　　

## 重要著作舞作
1. 藍色多瑙河
2. 懇求
3. 白鳥湖
4. 蒙古祝捷舞
5. 火花
6. 三七五減租頌舞
7. 雪恥復國
8. 菩提舞
9. 凌波舞
10. 白帆
11. 農家樂
12. 奔向自由
13. 海
14. 銀盤舞
15. 春之聲
16. 森林的鐵匠
17. 練習舞之一
18. 練習舞之二
19. 命運
20. 荷花湖
21. 維也納森林
22. 虹彩妹妹
23. 蘭嶼夏夜
24. 沙里紅巴
25. 練習舞之三
26. 康巴族舞
27. 女巫
28. 最後的審判
29. 花的圓舞曲
30. 海獵
31. 虹
32. 練習舞之四
33. 十面埋伏
34. 採桑舞
35. 鈴蘭舞
36. 練習舞之五
37. 傜人舞
38. 練習舞之六
39. 碧濤之舞
40. 練習舞之七
41. 時間的韻律
42. 迎晨
43. 練習舞之八
44. 人舞
45. 佾舞
46. 練習舞之九
47. 青春的旋律
48. 練習舞之十
49. 太極劍舞
50. 練習舞之十一
51. 練習舞之十二
52. 牧笛
53. 新年樂
54. 鬥
55. 女性的塑像
56. 旅
57. 相依為命
58. 直？圓？
59. 拔頭(重建)
60. 蘭陵王(重建)
61. 春鶯囀(重建)
62. 崑崙八仙(重建)
63. 二十四小時又一秒
64. 街頭
65. 沈默
66. 門神
67. 炊煙
68. 練習舞之十三
69. 現代三部曲
70. 柏林圍牆
71. 聖母頌
72. 神曲(舞劇──嫦娥奔月)
73. 投壼戲
74. 蝕
75. 天問
76. 6遊子吟
77. 7招魂
78. 秋江
79. 疏離
80. 抒情詩
81. 小小天問
82. 嬉春圖
83. 現代人
84. 戀歌
85. 洛神
86. 秋瑾
87. 北大荒
88. 尋夫記
89. 漁子歌
90. 度小月
91. 冪零群
92. 智慧島
93. 祭典
94. 海濱
95. 雪祭
96. 雅美人
97. 拉邦三環創作法實驗
98. 保太平--重建韓國仿儒家舞蹈
99. 皇帝破陣樂(重建)
100. 圓
101. 檔案
102. 俑之一--漢俑
103. 布蘭詩歌
104. 化成天下之舞(重建)
105. 威加四海(重建)
106. 俑之二--羌俑
107. 沈默的杵音
108. 春青之歌
109. 曹丕與甄宓
110. 黑洞
111. 灰瀾三重奏
112. 地獄不空誓不成佛
113. 南管樂舞
114. 黃河
115. 大漠孤煙直
116. 童瞳(電腦作品)
117. 無尾熊與符號(電腦作品)
118. 唐大曲《蘇合香》(重建)
119. 唐小曲《胡飲酒》(重建)
120. 唐大曲《團亂旋》(重建)
121. 飛墨
122. 沉默的飛魚
123. 雲豹之鄉
124. 傾盃樂
125. 春之祭
126. 感恩之歌
127. 揮劍烏江冷
128. 被遺忘的奉獻
129. 基督升天
130. 《貴德》

## 專書
1. 與自然共舞--台灣原住民舞蹈
2. 大漠孤煙直
3. 唱遊創作集
4. 教育舞蹈
5. 舞蹈概倫
6. 倫理舞蹈「人舞」研究
7. 中國舞譜
8. 舞蹈辭典

## 論文
1. 中國舞蹈教育制度之探討
2. 整合拉邦動作譜及拉邦動作分析法對中國唐代讌樂《春鶯囀》分析研究
3. Establishment of the Dance Cultural Forum on the Web Site”
4. 中國傳統舞蹈～新古典舞蹈比較分析
5. 儒家的身體觀與儒家舞蹈
6. 第七世紀全球化思維下的產物－唐宮樂舞
7. 尋找失去的舞跡 重建唐樂舞文明
8. 第七世紀與二十世紀詩、歌、樂、舞的對話
9. 改變舞蹈歷史關鍵人物之舞作欣賞及解析
10. 中國唐朝宮廷讌樂研究
11. 布蘭詩歌與繪畫
12. 拉邦動作譜中國民族舞蹈記錄之應用
13. 西方與中國舞蹈比較
14. 拉邦三環創作法實驗研究
15. 中國禮儀舞蹈與儀式舞蹈研究（自西元前16世紀至1279年）
16. 整合性舞蹈教學研究
17. 儒家舞蹈研究
18. 舞蹈文化論壇網路建立
19. 動作的秘密
20. 舞蹈與社會
21. 羃零群分析--空間、時間、重力